# Panique de 1893

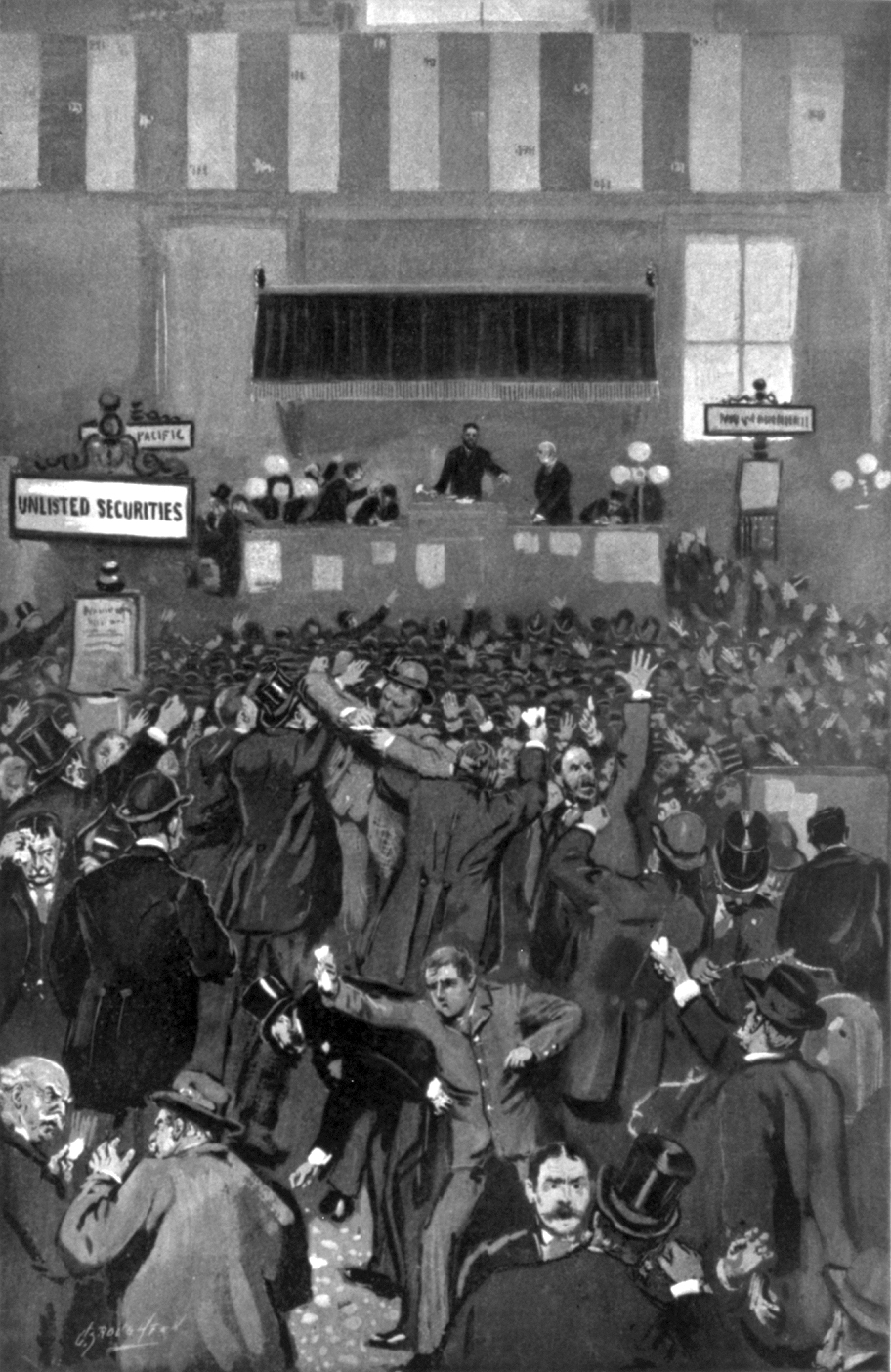
« Panique au New York Stock Exchange », dessin de presse paru le 5 mai 1893 dans le Frank Leslie's Illustrated Newspaper.

La panique de 1893 est un krach financier qui se déroule aux États-Unis. Semblable à la panique de 1873, elle est marquée par l'effondrement du financement des sociétés de chemins de fer qui ont construit trop et trop vite. Il en résulte une série de faillites bancaires. S'y ajoute la crise des Silver Certificates que les investisseurs tentent de convertir en or, alors que la réserve américaine n'en dispose pas en suffisance. La dépression économique engendrée est alors la pire qu'ait connu le pays qui subit un taux de chômage de plus de 10 % et un nombre de faillites record.
Lors de cette crise, le Trésor américain en difficulté est en partie sauvé par le financier J. P. Morgan, président de la banque du même nom, la J.P. Morgan & Co., puis, en 1897, par la ruée vers l'or du Klondike.

## Causes

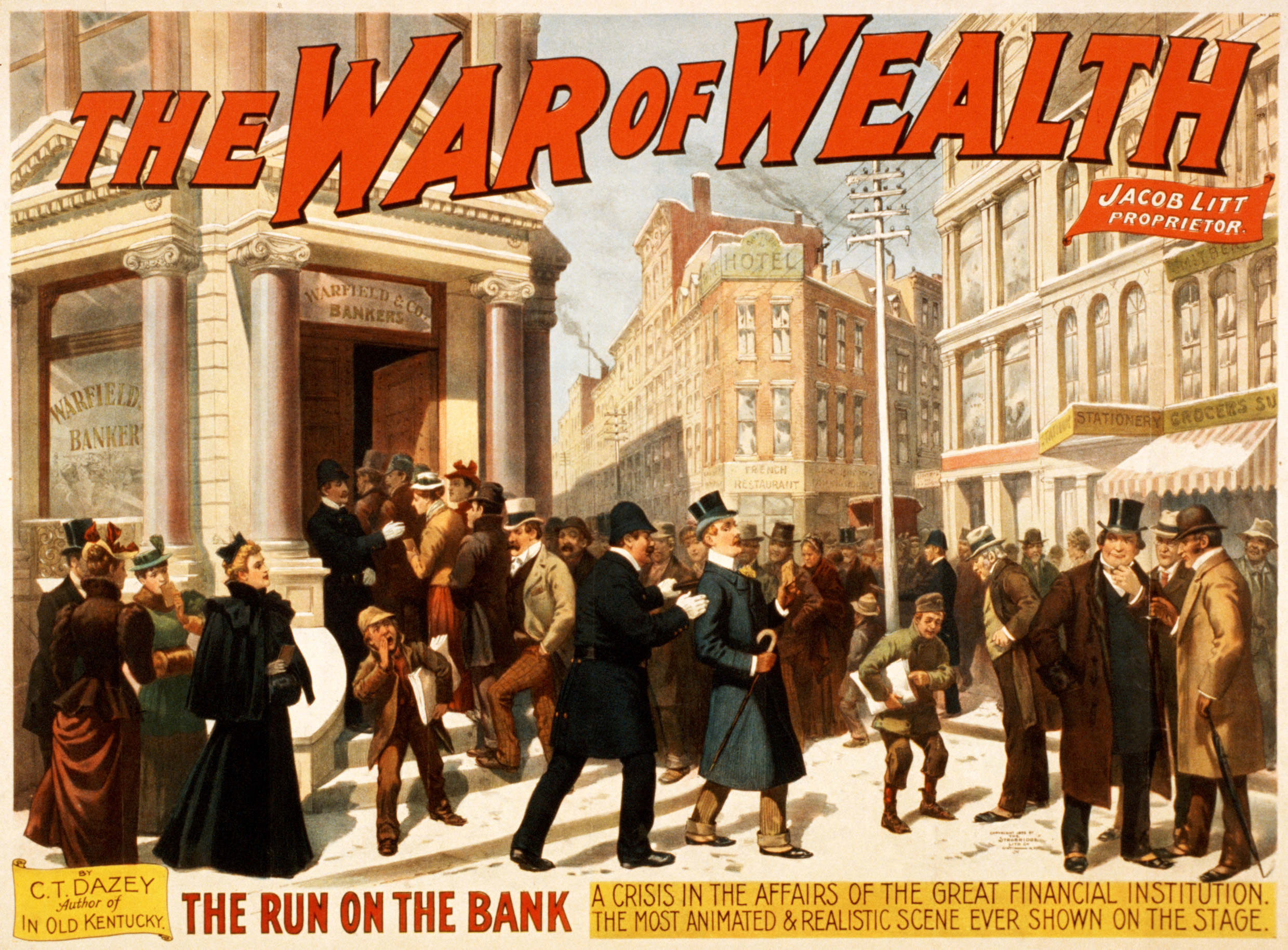
Affiche du mélodrame de Broadway, The War of Wealth de 1896, inspiré par la Panique de 1893.

L'une des causes de la panique de 1893 peut être retracée jusqu'en Argentine. L'investissement y a été encouragé aux États-Unis par l'agent bancaire de l'Argentine, la Baring Brothers & co. Cependant, une mauvaise récolte de blé et un coup d'État à Buenos Aires marquent la fin de ces investissements. La Baring se retrouve incapable de réunir les cent millions qu'elle devait garantir à l'Argentine, ce qui a un retentissement énorme en Angleterre aussi.
Ces chocs conduisent à une forte demande d'or auprès du Trésor américain, les investisseurs convertissant dans ce métal leurs actions et autres obligations. Ceci se produit pendant le Gilded Age, période où les États-Unis connaissent une forte croissance économique. Cette expansion est induite par la spéculation sur les chemins de fer. Ceux-ci ont trop investi dans leur développement, engageant des dépenses qui dépassent largement leurs recettes. En outre, de nouvelles mines inondent le marché d'argent (métal), ce qui fait chuter son prix. Les paysans, par contre, en particulier dans les régions productrices de blé et de coton, subissent une forte baisse des prix des matières premières agricoles.
L'un des premiers signes clairs de la crise survient le 23 février 1893, avec la faillite de la Philadelphia and Reading Railroad, qui s'est trop étendue. Ceci se produit dix jours avant la deuxième investiture de Grover Cleveland. En devenant président, Cleveland traite directement la crise du Trésor, et parvient à convaincre le Congrès d'abroger le Sherman Silver Purchase Act, qu'il considère comme principal responsable de la crise économique
Comme l'opinion sur l'état de l'économie se détériore, les gens se précipitent pour retirer leurs avoirs des banques, créant ainsi une panique bancaire. Le resserrement du crédit se répercute sur l'économie. Une panique financière au Royaume-Uni et une baisse des échanges commerciaux en Europe incitent les investisseurs étrangers à vendre des actions américaines pour acheter des obligations, adossées à l'or, émises par le gouvernement des États-Unis.

### L'argent

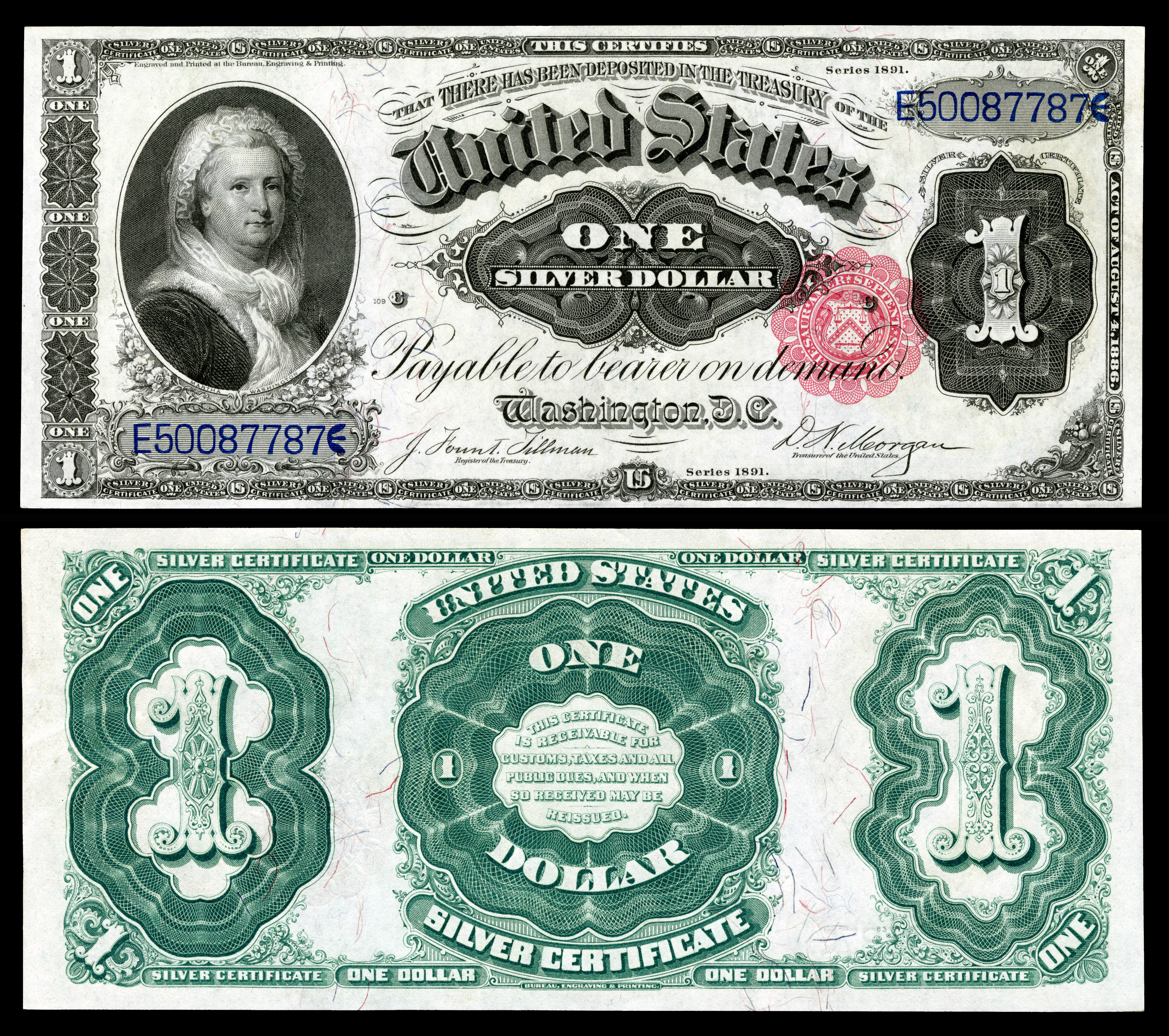
Silver Certificate de 1$
(mis en circulation en 1891).

Le mouvement Free Silver, qui s'est développé dans les années 1890, a obtenu le soutien des agriculteurs (qui cherchaient à revigorer l'économie et créer de l'inflation, qui leur permettrait de rembourser leur dette grâce à des dollars moins chers) et des intérêts miniers (qui demandent le droit de transformer l'argent métal directement en argent monnaie). Le Sherman Silver Purchase Act de 1890, tout en restant en deçà des objectifs du mouvement, contraint le gouvernement américain à acheter des millions d'onces d'argent (faisant monter le prix du métal et satisfaisant les milieux miniers). Les gens tentent alors de se faire rembourser les Silver Certificates, émis par le gouvernement, contre de l'or. Ce qui conduit la réserve fédérale d'or à son niveau légal minimum et, partant, à l'impossibilité d'obtenir un remboursement des Certificates.

### Les obligations
Les investissements pendant la panique sont surtout financés par l'émission d'obligations, assorties de paiements d'intérêts élevés. La National Cordage Company (dont le titre est le plus activement négocié à l'époque) est mise en situation de dépôt de bilan (receivership) par ses banquiers réclamant leur dû, à la suite de rumeurs concernant la précarité financière de la compagnie. La société, un fabricant de cordages, avait tenté, grâce à ces prêts obligataires, d'accaparer le marché du chanvre importé. Comme la demande pour l'argent métal et les Silver Certificates a fortement chuté, les porteurs d'obligations s'inquiètent d'une perte de leur valeur nominale et nombre d'entre elles deviennent d'ailleurs sans valeur.

## Conséquences
| Année | Lebergott | Romer |
| ----- | --------- | ----- |
| 1890  | 4.0       | 4.0   |
| 1891  | 5.4       | 4.8   |
| 1892  | 3.0       | 3.7   |
| 1893  | 11.7      | 8.1   |
| 1894  | 18.4      | 12.3  |
| 1895  | 13.7      | 11.1  |
| 1896  | 14.5      | 12.0  |
| 1897  | 14.5      | 12.4  |
| 1898  | 12.4      | 11.6  |
| 1899  | 6.5       | 8.7   |
| 1900  | 5.0       | 5.0   |

Il s'ensuit une série de faillites bancaires et celles de la Northern Pacific Railway, de l'Union Pacific Railroad et de l'Atchison, Topeka & Santa Fe Railroad, qui conduisent, par effet domino à la banqueroute de plus de 15 000 entreprises et de 500 banques (surtout dans l'Ouest). Selon les estimations les plus élevées, environ 17 à 19 % de la population active est au chômage au plus fort de la panique. La flambée du taux de chômage, combinée à la perte des économies d'une vie, placées dans les banques en faillite, font que la classe moyenne ne parvient plus à rembourser ses emprunts hypothécaires. Beaucoup abandonnent donc leurs maisons récemment construites. C'est de cette période qu'est né le mythe américain de la maison victorienne hantée.
Le taux de chômage en Pennsylvanie atteint 25 % ; dans l'État de New York, c'est 35 % ; dans le Michigan, c'est 43 %. Des soupes populaires sont ouvertes afin d'aider à nourrir les plus démunis. Face à la famine, les gens fendent du bois, cassent des cailloux et font des travaux de couture en échange de nourriture. Dans certains cas, les femmes ont recours à la prostitution pour nourrir leur famille. Pour aider les gens de Détroit, le maire Hazen Pingree crée les Pingree's Potato Patches, des jardins communautaires (semblables aux jardins ouvriers qui voient le jour en France à la même époque).
La précarité est immense dans toutes les villes industrielles. Elle est encore pire à la campagne en raison de la chute des prix des cultures d'exportation, telles que le blé et le coton. La Coxey's Army, la première marche des populistes sur Washington, est très médiatisée, des travailleurs sans emploi de l'Ohio, de Pennsylvanie et plusieurs États de l'Ouest exigent un programme de création d'emplois. Une importante vague de grèves a lieu en 1894, notamment la grève des mineurs de charbon au printemps 1894, qui conduit à des violences en Pennsylvanie, Ohio et Illinois. Plus grave encore, la grève Pullman à Chicago qui met hors-service une grande partie du système de transport américain en juillet 1894.
Le Sherman Silver Purchase Act de 1890, avec, peut-être, le protectionniste McKinley Tariff Act de la même année, sont rendus responsables de la panique. Adopté en réponse à une surproduction d'argent des mines de l'Ouest, le Sherman Act requiert que le Trésor américain achète l'argent en utilisant des billets adossés à l'argent ou à l'or. Les réserves d'or stockées par le Trésor américain sont tombées à un niveau dangereusement bas, forçant le président Cleveland à emprunter 65 millions de dollars en or au banquier J. P. Morgan afin de soutenir l'étalon-or. Les démocrates et le président Grover Cleveland sont blâmés pour la dépression. Les démocrates et les populistes perdent lourdement les élections 1894 qui marquent la plus grande victoire, de l'histoire, pour les républicains.
La plupart des mines d'argent de l'Ouest ferment ; un grand nombre n'ont jamais été rouvertes. Un nombre important de chemins de fer à voie étroite des montagnes de l'Ouest, qui ont été construits pour desservir les mines, cessent également leurs activités. Le Denver and Rio Grande Railroad met un terme à son plan ambitieux, alors en cours, de transformer son système à voie étroite en voie normale.
La dépression devient un sujet majeur dans les débats sur le bimétallisme. Les républicains ont blâmé les démocrates pour la dépression et remporté une victoire écrasante lors des élections au Congrès de 1894. Les populistes perdent la plupart de leurs forces et doivent soutenir les démocrates en 1896. L'élection présidentielle américaine de 1896 est axée sur les questions économiques et marquée par une victoire décisive des républicains partisans de l'or, menés par William McKinley, contre les partisans de l'argent de William Jennings Bryan.
L'économie américaine commence à se redresser en 1897. Après l'élection du républicain McKinley, la confiance est restaurée avec la ruée vers l'or du Klondike et l'économie commence une période de 10 ans de croissance rapide, jusqu'à la panique bancaire américaine de 1907.